# Lycium horridum
Lycium horridum är en potatisväxtart som beskrevs av Carl Peter Thunberg. Lycium horridum ingår i släktet bocktörnen, och familjen potatisväxter. Inga underarter finns listade i Catalogue of Life.